# Caterina Vitale
Caterina Vitale (1566-1619) foi a primeira mulher farmacêutica e química em Malta.
Caterina Vitale foi originalmente da Grécia. Casou-se com Ettore Vitale, farmacêutico de organização Knights Hospitaller. Após sua morte, em 1590, ela herdou sua farmácia e a tarefa de fornecer remédios à Sacra Infermeria. Ela foi descrita como uma empresária bem-sucedida, tornou-se muito rica e conhecida como uma benfeitora das Carmelitas. Ela morreu em 1619, em Siracusa, e seu corpo foi trazido para Valletta e sepultado na Igreja das Carmelitas.